# 特拉尼
特拉尼（義大利語：Trani）是位於義大利南部普利亞大區巴列塔-安德里亞-特拉尼省的一個市镇。臨亞德里亞海。面积为103平方公里，人口数量为56,031人（2017年）。